# Birgit Wilkes
Birgit Wilkes (* 17. September 1955 in Iserlohn) ist eine ehemalige deutscher Leichtathletin, die im Sprint und im Weitsprung aktiv war.

## Karriere
Birgit Wilkes begann bei der Troisdorfer LG, 1975 ging der Verein in der LG Bonn/Troisdorf auf. Ab 1977 trat Wilkes für den VfL Wolfsburg an. Im Weitsprung wurde Wilkes dreimal Zweite bei den Deutschen Meisterschaften. 1974 in Hannover hatte sie zwei Zentimeter Rückstand auf Edda Trocha, 1975 in Gelsenkirchen fehlten ihr fünf Zentimeter auf Christa Striezel und 1978 in Köln sprang sie zwölf Zentimeter kürzer als Karin Hänel. 1975 in Gelsenkirchen gewann sie als Schlussläuferin mit dem Team der LG Bonn/Troisdorf den Meistertitel in der 4-mal-100-Meter-Staffel zusammen mit Marlies Kühn, Brigitte Richter und Elvira Possekel. 1978 wurde Wilkes als Wolfsburgerin Deutsche Meisterin über 100 Meter vor ihrer früheren Staffelkollegin Elvira Possekel, die 1978 für Leverkusen antrat.
Von 1974 bis 1977 trat Wilkes bei acht Meisterschaften und Länderkämpfen im Nationaltrikot an. Bei den Europameisterschaften 1974 in Rom sprang sie in der Qualifikation 6,27 Meter weit, ihr fehlten drei Zentimeter zum Finaleinzug.

## Bestleistungen
- 100 Meter: 11,3 Sekunden, 9. Mai 1976 in Bonn
- 200 Meter: 23,2 Sekunden, 9. Mai 1976 in Bonn
- Weitsprung: 6,54 Meter, 22. Juli 1978 in Hannover